# Otto Braunsberger
Otto Braunsberger (* 21. Februar 1850 in Füssen; † 27. März 1926 in Exaten) war ein deutscher Jesuit und Historiker.

## Leben
Nachdem der am 21. Februar 1850 in Füssen geborene Otto Braunsberger in Metten, Rom sowie München studiert hatte, empfing er im Jahre 1874 die Priesterweihe. An letztgenannter Universität wurde er im Jahr 1876 zum Doktor der Theologie promoviert. Zwei Jahre danach trat er in den Orden der Jesuiten ein. 1883 begann er ein erneutes dreijähriges Studium; und zwar studierte er die Geschichte bei Johannes Janssen. Am 27. März 1926 verstarb Braunsberger in Exaten in den Niederlanden. Sein Lebenswerk bestand darin, das Leben des Petrus Canisius zu erforschen und dessen Briefe herauszugeben.

## Werke
- Der Apostel Barnabas (1876)
- Entstehung und erste Entwicklung der Katechismen des seligen Petrus Canisius (1893)
- Epistulae et Acta Beati Petri Canisii (acht Bände; 1896 bis 1923)
- Canisius-Wallfahrt (1896)
- Rückblick auf das katholische Ordenswesen im 19. Jahrhundert (1901)
- Pius V. und die deutschen Katholiken (1912)
- Petrus Canisius. Ein Lebensbild (1917)
- Ein großer Schulmann und echter Studentenvater (P. Canisius) (1921)
- Petrus Canisius und die getrennten Brüder (1922)